# Jordbävningen utanför Java i juli 2006

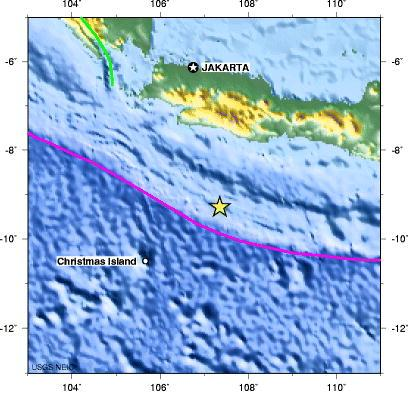
Karta som visar jordskalvets epicentrum.

Tsunamin på Java den 17 juli 2006 var en naturkatastrof som inträffade den 17 juli 2006.
Ett jordskalv som uppmättes till 7,7 på richterskalan utbröt 15:19 lokal tid 355 kilometer söder om Jakarta (9,311°S, 107,284°Ö); skalvet . Skalvet gav upphov till en tsunami som cirka en timme efter skalvet nådde Javas kust och orsakade stor förödelse. Bland annat nådde vågen turistorten Pangandaran, där den var åtminstone två meter hög när den slog över stranden.
Den 17 juli rapporterade internationella medier att över 360 människor omkommit.

## Svenskar
Det första dygnet efter tsunamin saknades två svenska barn i Pangdaran men de återfanns då de hade tagit sin tillflykt hos en släkting i de oskadade delarna av orten. En svensk man bosatt på orten förolyckades.